# Instituto Marx-Engels-Lenin

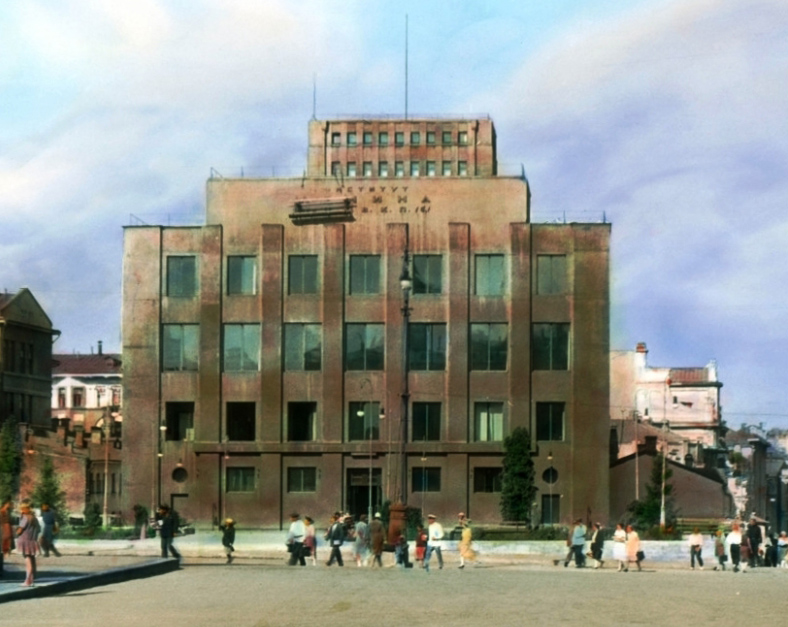
O prédio do Instituto Lenin em Moscou como ele era em 1931.

O Instituto Marx–Engels–Lenin, estabelecido em Moscou em 1919 como o Instituto Marx–Engels (em russo:  Институт К. Маркса и Ф. Энгельса), era uma biblioteca e um instituto de arquivamento Soviético anexado à Academia Comunista. O instituto foi posteriormente anexado ao Comitê Central do Partido Comunista da União Soviética e serviu como centro de pesquisa e editora de obras oficialmente publicadas da doutrina marxista.
O Instituto Marx-Engels reuniu manuscritos não publicados de Karl Marx, Frederick Engels, V.I. Lenin, e outros importantes teóricos marxistas, além de coletar livros, panfletos e periódicos relacionados aos movimentos socialistas e trabalhistas organizados. Por volta de 1930, as instalações da empresa incluíam mais de 400 000 livros e periódicos e mais de 55 000 documentos originais e de fotocópias apenas de Marx e Engels, tornando-se uma das maiores e mais ricas propriedades de material socialista do mundo.
Em fevereiro de 1931, o diretor do Instituto Marx-Engels, David Riazanov e outros funcionários foram expurgados por razões ideológicas. Em novembro do mesmo ano, o Instituto Marx-Engels foi fundido com o maior e menos erudito Instituto Lenin (fundado em 1923) para formar o Instituto Marx-Engels-Lenin.
O instituto era a autoridade coordenadora para a organização sistemática de documentos lançados nas obras em vários volumes Marx-Engels-Gesamtausgabe (Textos Completos de Marx-Engels), a Lenin Polnoe sobranie sochineniia (Obras Completas Coletadas), I.V. Stalin Sochineniia (Trabalhos) e numerosas outras publicações oficiais. O instituto foi oficialmente encerrado em novembro de 1991, com a maior parte de suas obras agora pertencendo a uma organização sucessora, a Arquivo Estatal Russo de História Sócio-política (RGASPI).

## História

### Fundação

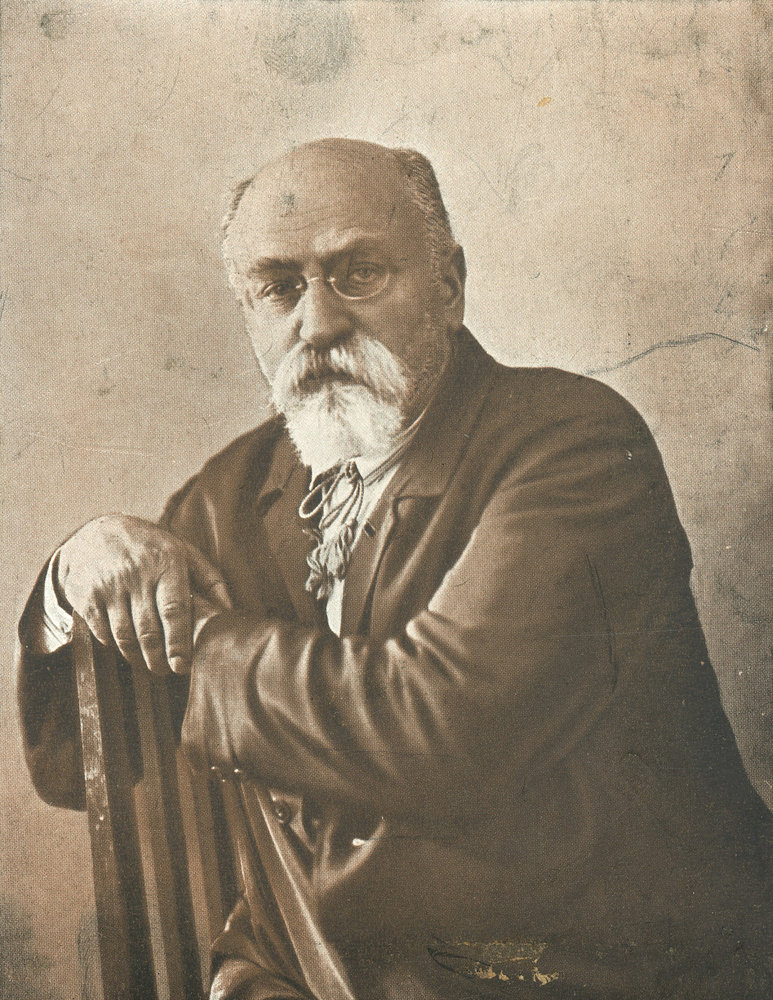
David Riazanov (1870-1938), chefe do Instituto Marx-Engels desde sua formação em 1919 até sua prisão em fevereiro de 1931.

O Instituto Marx-Engels foi estabelecido em 1919 pelo governo da Rússia Soviética como um ramo da Academia Comunista, destinada a ser um centro de pesquisa acadêmica para conduzir estudos históricos e coletar documentos considerados relevantes para o novo regime socialista. Primeiro diretor da instalação, localizada em Moscou, foi David Riazanov.
O instituto reuniu e manteve uma biblioteca de pesquisa dedicada ao tema relacionado ao socialismo, acumulando em pouco mais de 10 anos uma coleção de cerca de 400 000 livros, panfletos e periódicos, 15 000 manuscritos e 175 000 cópias de documentos originais mantidos em outro lugar. Entre estes, 55 000 manuscritos foram feitos apenas por Karl Marx e Friedrich Engels - de longe, o acúmulo mais importante de tal material.
O Instituto incluiu uma equipe acadêmica que se dedicava à pesquisa de temas históricos e atuais de interesse do regime. O instituto incluiu seções dedicadas à história da Primeira e Segunda Internacionais, a história da Alemanha, a história da França, a história da Grã-Bretanha, a história dos Estados Unidos, a história dos países do sul da Europa e a história das relações internacionais. Também foram incluídas seções que trabalham em filosofia, economia, ciência política e a história do socialismo em países eslavos.
A principal orientação de pesquisa da instalação foi para a história, em vez de outras ciências sociais. Em 1930, dos 109 empregados do Instituto Marx-Engels, 87 eram historiadores. Enquanto trabalhava sob os olhos atentos do Partido Comunista, o Instituto Marx-Engels não era um instituto de um só partido em sua década de formação, com apenas 39 de seus funcionários membros do Partido Comunista em 1930.
Durante sua primeira década, o instituto publicou uma série de livros de artistas como: Georgi Plekhanov, Karl Kautsky, Franz Mehring, Georg Wilhelm Friedrich Hegel, David Ricardo, e Adam Smith bem como as obras antecipadas em vários volumes de Marx e Engels. O instituto também publicou duas revistas acadêmicas regulares, Arkhiv Karla Marksa i Friderikha Engel'sa (Arquivo de Karl Marx e Frederick Engels) e Letopis' marksizma (Crônica marxista).

### Instituto Lenin
O Instituto Lenin começou como um projeto de arquivamento independente, estabelecido pelo Comitê Central do Partido Comunista da Rússia em 1923 para coletar manuscritos com vistas à publicação de uma edição acadêmica das obras coletadas de Lenin. Este trabalho foi realizado através da publicação de um periódico denso chamado Leninskii sbornik (Miscelânea de Lenin), cerca de 25 edições às quais foram publicados entre 1924 e 1933.
A missão do Instituto Lênin foi ampliada em 1924 pelo 13º Congresso do Partido Comunista Russo para incluir o "estudo e disseminação do leninismo entre as grandes massas dentro e fora do partido" —uma área ampliada que tornava obsoleta a estrutura anteriormente existente da Comissão sobre a História da Revolução de Outubro e a História do Partido Comunista (Istpart). Em 1928 Istpart foi dissolvido, tendo suas funções totalmente absorvidas pelo Instituto Lenin.
O Instituto Lenin era uma entidade um pouco maior que o Instituto Marx-Engels, com uma equipe de 158 pessoas em 1929, mas não compartilhava a reputação de bolsista imparcial da antiga biblioteca de pesquisa e do centro de estudos acadêmicos. O Instituto Lênin foi inicialmente dirigido por Lev Kamenev, seguido de Ivan Skvortsov-Stepanov e, após sua morte em 1928, por Maximilian Savelev.

### Reestruturação de 1931
Em Fevereiro de 1931 como parte do Julgamento Menchevique, o economista Isaak Rubin — um ex-funcionário do Instituto Marx-Engels - implicou o chefe do instituto David Riazanov como parte da conspiração, com Riazanov acusado de ter escondido documentos mencheviques nas instalações. Embora os estudiosos modernos considerem a acusação no julgamento de fevereiro extremamente duvidosa, Riazanov foi preso e enviado para o exílio fora de Moscou. Um expurgo dos funcionários do Instituto Marx-Engels considerado ideologicamente suspeito se seguiu.
Em novembro de 1931, na pico dos expurgos ideológicos do Instituto Marx-Engels, essa entidade fundiu-se com o maior Instituto Lenin para formar o Instituto Marx-Engels-Lenine.

### Mudanças de nome posteriores
O Instituto Marx-Engels-Lenin foi posteriormente renomeado várias vezes. Em 1952, a ligação formal da instituição ao Comitê Central do Partido Comunista da União Soviética foi formalmente notada com o apelido expandido de "Instituto Marx-Engels-Lenin do CC do PCUS".(em russo:  Институт Маркса—Энгельса—Ленина при ЦК КПСС). O nome do falecido líder soviético I.V. Stalin foi adicionado em 1956, com o instituto formalmente se tornando o Instituto Marx-Engels-Lenin-Stalin do CC CPSU.
Isso permaneceu no local até o início da destalinização após o chamado Discurso Secreto de Nikita Khrushchev em 1956. Neste ponto, o nome mudou para Instituto do Marxismo-Leninismo do CC CPSU (IML, em russo:  Институт марксизма-ленинизма при ЦК КПСС). Este nome permaneceu inalterado por quase 35 anos, quando a turbulência na URSS trouxe uma mudança de nome para Instituto da Teoria e História do Socialismo do CC CPSU. (em russo:  Институт теории и истории социализма ЦК КПСС). O instituto deixou formalmente de existir em novembro de 1991, após a queda da União Soviética, com a biblioteca e os arquivos do instituto transferidos para o controle de uma nova entidade chamada Instituto Independente da Rússia para Problemas Sociais e Nacionais.
O Arquivo do Partido Central do IML foi colocado sob o controle do Ministério da Cultura da Rússia e, finalmente, emergiu como o Arquivo Estatal Russo de História Sócio-Política (RGASPI).